# Friedrich Oltmanns
Friedrich Oltmanns (Oberndorf, 11 luglio 1860 – Distretto governativo di Friburgo, 13 dicembre 1945) è stato un algologo tedesco.

## Biografia
Nel 1884 conseguì il dottorato all'Università di Strasburgo, successivamente lavorò come assistente presso l'Università di Rostock. Nel 1893 fu nominato professore di botanica all'Università di Friburgo, nel 1902 divenne professore ordinario e direttore del giardino botanico. Con Max Verworn, Hermann Theodor Simon, Eugen Korschelt e altri, fu co-editore del manuale di scienze naturali composto da 10 volumi.
Fu autore dei tre volumi sulla Morfologia e biologia delle alghe:
- Volume 1: Chrysophyceae, Chlorophyceae.
- Volume 2: Phaeophyceae, Rhodophyceae.
- Volume 3: Morphologie, Fortpflanzung, die Ernährung der Algen, der Haushalt der Gewässer, die Lebensbedingungen, Vegetations-Perioden, das Zusammenleben.[3][4]